# Stenodynerus difficilis
Stenodynerus difficilis är en stekelart som först beskrevs av Mor.  Stenodynerus difficilis ingår i släktet smalgetingar, och familjen Eumenidae. Inga underarter finns listade i Catalogue of Life.